# Duewag
A Duewag, korábban Waggonfabrik Uerdingen, német vasúti járműgyártó cég volt. 1999-ben adták el a Siemensnek, a cég később megszűnt.

## Korszakok
| Pályaszám: | Szállítás kezdete: | Szállítás vége: | Gyártó:                 |
| 6001-6100  | 1974. XII. 27.     | 1978. VI. 26.   | DÜWAG/Kiepe/AEG/Siemens |
| 6101-6190  | 1979. XII. 19.     | 1983. I. 6.     | LHB/Kiepe/AEG/Siemens   |
| 6191-6205  | 1985. I. 9.        | 1985. VIII. 13. | LHB/Kiepe/AEG/Siemens   |
| 6206-6250  | 1988. IX. 22.      | 1992. I. 10.    | LHB/Kiepe/AEG/Siemens   |
| 6251-6260  | 1992. IX. 8.       | 1993. I. 22.    | LHB/Kiepe/AEG/Siemens   |

## Különlegességek
- 6250-6260: A középső ajtóból eltávolították a kapaszkodót, hogy babakocsival, illetve kerekesszékkel könnyebben lehessen használni.
- 6206-6260: A lámpákat búrák helyett lamellák fedik
- 841, Hannover: Hattengelyes síncsiszoló kocsi, melyet az LHB a TW6000 alapjaira épített. Utasszállításra, csatolt üzemre értelemszerűen nem alkalmas.
- 5090, Lipcse: Hattengelyes síncsiszoló kocsi, a hannoveri 841-es testvére. Érdekessége, hogy szélesebb, mint a lipcsei villamosok, ezért nem mindenütt közlekedhet.
- 6047, 6062, 6075: Balesetes kocsik, melyek DÜWAG eredetük ellenére LHB stílusú, oldalsó ablaktörlős homlokfallal lettek helyreállítva. Ezek közül a 6047-es ma Budapesten közlekedik, 1509-es pályaszámmal.

A többi érdekességért: TW 6000

## Termékek
- Uerdingen railbus
- Buffel (DM'90)
- GT8 tramcar in various versions
- GT6 tramcar in various versions
- TW 400
- TW 6000
- TW 3000
- TW2000
- Stadtbahnwagen B
- SL79
- Y-trains Delivered about 100 trains, to local railways in Denmark, between years : 1965-1983
- DSB Class MR/MRD DMUs
- Hong Kong Light Rail Phase 1 (Comeng), Phase 2 (Kawasaki) and Phase 3 (A Goninan) bogies
- RegioSprinter
- Siemens-Duewag U2
- Siemens-Duewag Supertram
- Toll Royal Railways ZZ800 DMU